# Özgür Gürerk
Özgür Gürerk (* 1975 in Erzurum) ist ein Ökonom und Hochschullehrer.

## Leben
Gürerk kam 1991 nach Deutschland und absolvierte 1994 das Abitur am Nicolaus-Cusanus-Gymnasium Bonn. Er studierte Volkswirtschaftslehre an der Universität Bonn und wurde 2001 zum Diplom-Volkswirt graduiert. Nachdem er während seines Studiums bei Reinhard Selten tätig gewesen war, wechselte er 2001 zu dessen ehemaliger Schülerin Bettina Rockenbach an die Staatswissenschaftliche Fakultät der Universität Erfurt. Dort war er Labormanager des Laboratoriums für experimentelle Wirtschaftsforschung. 2007 wurde er ebenfalls in Erfurt mit der Arbeit Endogenous institution choice in social dilemmas zum Dr. rer. pol. promoviert. Anschließend war er an der Fakultät weiter als Wissenschaftlicher Mitarbeiter tätig.
2008 wurde er mit dem Heinz-Sauermann-Preis ausgezeichnet.
Im Mai 2013 wurde er zum Universitätsprofessor für Experimentelle Wirtschaftsforschung an der RWTH Aachen ernannt, diese Professur hatte er bis 2017 inne. Er war dort Direktor des Aachener Laboratorium für experimentelle Wirtschaftsforschung: AIXperiment. Von 2017 bis 2019 blieb er als Vertretungsprofessor in Aachen. Nach einer dreijährigen Tätigkeit als Studienrichtungskoordinator Wirtschaftswissenschaften und Management an der Staatswissenschaftlichen Fakultät der Erfurter Universität arbeitet er seit Juli 2022 am Seminar für Unternehmensentwicklung und Wirtschaftsethik an der Universität zu Köln.

## Forschungsschwerpunkte
Gürerk beschäftigt sich mit Experimenteller Wirtschaftsforschung, mit Verhaltensökonomik und Betriebswirtschaftslehre und nutzt Virtuelle Realität für seine Forschungen.

## Publikationen (Auswahl)
- mit Andrea Bönsch, Thomas Kittsteiner und Andreas Staffeldt: Virtual Humans as Co-Workers: A Novel Methodology to Study Peer Effects,  Journal of Behavioral and Experimental Economics, 78 (2019), S. 17–29.
- Social learning increases the acceptance and the efficiency of punishment institutions in social dilemmas, Journal of Economic Psychology, 34 (2013), S. 229–239.
- mit Reinhard Selten: The Effect of Payoff Tables on Experimental Oligopoly Behavior, Experimental Economics, 15 (2012), S. 499–509.
- mit Bernd Irlenbusch und Bettina Rockenbach: Motivating Teammates: The Leader’s Choice of Positive and Negative Incentives, Journal of Economic Psychology, 30 (2009), S. 591‐607.
- mit Bernd Irlenbusch und Bettina Rockenbach: The Competitive Advantage of Sanctioning Institutions, Science, 312 (2006), S. 108‐111.